# 11 Bit Studios
 11 bit studios Spółka Akcyjna (viết tắt 11 bit studios S.A) là hãng phát triển trò chơi điện tử có trụ sở tại Warszawa, Ba Lan. Công ty chính thức thành lập ngày 11 tháng 9 năm 2010 bởi các cựu nhân viên và nhà phát triển CD Projekt và Metropolis Software. Hiện tại, với khoảng 100 nhân viên, mục tiêu của công ty là tạo ra các trò chơi phù hợp cho cả những game thủ chuyên nghiệp cũng như game thủ nghiệp dư, và tạo cho các trò chơi dễ dàng tiếp cận và tải về thông qua các kênh phân phối kỹ thuật số. 11 bit studios triển khai và cung cấp trò chơi cho tất cả các nền tảng chơi trò chơi, gồm máy console, máy tính và thiết bị cầm tay. Công ty nổi tiếng với những trò chơi thử thách liên qua đến vấn đề đạo đức, thường yêu cầu người chơi phải nghĩ đến những lựa chọn mang tính "đạo đức", một yếu tố hiếm có trong các trò chơi video hiện đại. Một số trò chơi nổi bật: Anomaly: Warzone Earth là trò chơi chiến lược thời gian thựcphòng thủ tháp  và  This War of Mine được người chơi và các nhà phê bình đón nhận, cốt truyện dựa trên Cuộc bao vây Sarajevo.
Bản phát hành tựa game gần đây nhất của hãng mang tên Frostpunk đã bán được hơn 250.000 bản trong ba ngày đầu tiên. Frostpunk mô tả một nước Anh cuối thế kỷ 19, trong thời kỳ loạn lạc, nhiệm vụ của người chơi là quản lý thành trì cuối cùng của nhân loại.

## Danh sách trò chơi phát triển
| Tiêu đề                | Năm  | Nền tảng                                                                               |
| ---------------------- | ---- | -------------------------------------------------------------------------------------- |
| Anomaly: Warzone Earth | 2011 | Android, iOS, Linux, OS X, Microsoft Windows, PlayStation 3, Xbox 360                  |
| Anomaly: Korea         | 2012 | Android, iOS, Linux, OS X, Microsoft Windows                                           |
| Funky Smugglers        | 2012 | Android, iOS                                                                           |
| Sleepwalker’s Journey  | 2012 | Android, iOS                                                                           |
| Anomaly 2              | 2013 | Android, iOS, Linux, OS X, Microsoft Windows, PlayStation 4                            |
| Anomaly Defenders      | 2014 | Android, iOS, Linux, OS X, Microsoft Windows                                           |
| This War of Mine       | 2014 | Android, iOS, Linux, OS X, Microsoft Windows, PlayStation 4, Xbox One, Nintendo Switch |
| Frostpunk              | 2018 | Microsoft Windows, PlayStation 4, Xbox One                                             |

## Trò chơi lưu hành
| Tiêu đề           | Năm  | Nền tảng                                                                 |
| ----------------- | ---- | ------------------------------------------------------------------------ |
| Spacecom          | 2014 | Android, Linux, OS X, Microsoft Windows                                  |
| Beat Cop          | 2017 | Android, Linux, OS X, Microsoft Windows, Nintendo Switch                 |
| Tower 57          | 2017 | Linux, OS X, Microsoft Windows                                           |
| Moonlighter       | 2018 | Linux, OS X, Microsoft Windows, PlayStation 4, Xbox One, Nintendo Switch |
| Children of Morta | 2019 | Microsoft Windows, PlayStation 4, Xbox One, Nintendo Switch              |